# Mallagatta, Kunigal
Mallagatta là một làng thuộc tehsil Kunigal, huyện Tumkur, bang Karnataka, Ấn Độ.